# Isogai Rensuke

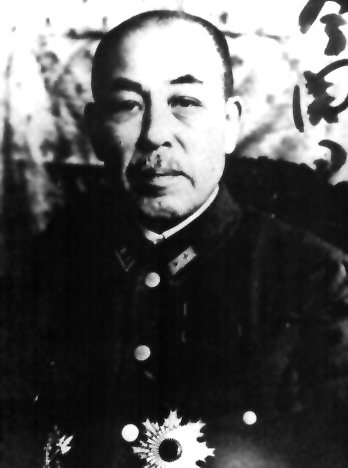
Isogai Rensuke als Generalleutnant

Isogai Rensuke (jap. 磯谷 廉介; * 3. September 1886 in der Präfektur Hyōgo, Japan; † 6. Juni 1967) war ein Generalleutnant der Kaiserlich Japanischen Armee und während der japanischen Besetzung Gouverneur von Hongkong von Februar 1942 bis Dezember 1944.

## Leben

### Frühe Karriere
Der 1886 in der Präfektur Hyōgo geborene Isogai Rensuke schloss 1904 die Kaiserlich Japanische Heeresakademie ab. 1909 schloss er sein Studium an der Kaiserlich Japanischen Heereshochschule ab, wo er für sein starkes Interesse an allen chinabezogenen Themen bekannt war.
1928 wurde Isogai zur 3. Division versetzt, wo er bis 1930 Befehlshaber des 7. Infanterieregiments war, bevor er zum Stabschef der prestigeträchtigen 1. Division wurde.
Von 1931 bis 1937 diente er auf verschiedenen Stabspositionen innerhalb des Kaiserlich Japanischen Heeresgeneralstabs. Nach Beginn des Zweiten Japanisch-Chinesischen Krieges meldete Isogai sich freiwillig, als Militärattaché nach China versetzt zu werden, erhielt stattdessen aber ein Kampfkommando und nahm als Oberbefehlshaber der 10. Division unter anderem an der Schlacht um Tai’erzhuang teil.
Im Jahr 1938 wurde er in den japanischen Marionettenstaat Mandschukuo versetzt, wo er Stabschef der Kwantung-Armee wurde. Die kurz darauf stattfindende, für Japan katastrophal endende Schlacht am Chalchin Gol wurde hauptsächlich Isogai angelastet, weshalb er 1939 zwangsweise in den Ruhestand versetzt wurde.

### Befehlshaber der Besatzungstruppen in Hongkong

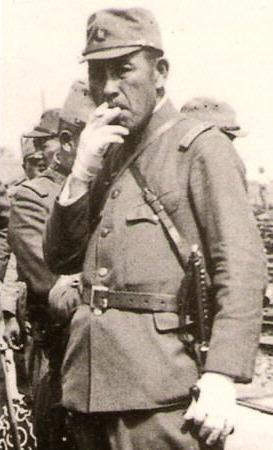
Isogai – Generalgouverneur von Hongkong

Kurz nach Beginn des Pazifikkriegs wurde Isogai 1942 in den Dienst zurückberufen. Auf Empfehlung des japanischen Premierministers Tōjō Hideki, der in der Kwantung-Armee sein Vorgesetzter gewesen war, wurde Isogai am 20. Februar 1942 zum Generalgouverneur des japanisch besetzten Hongkong ernannt.
Während seiner Amtszeit residierte er im Peninsula Hotel. Er weigerte sich, das Kriegsrecht in der Stadt aufzuheben und obwohl die schlimmsten Exzesse während der Besetzung der Stadt schon vorüber waren und die Truppen unter seinem Kommando vergleichsweise mild mit der Bevölkerung umgingen, litt diese während der gesamten Kriegszeit vor allem unter Nahrungsmittelknappheit. Die Einführung des Militäryens durch die Japaner und dessen rapide Inflation sorgen für einen Zusammenbruch der örtlichen Industrie und des Handels, worunter die meisten Einwohner der Stadt noch zusätzlich litten. Der öffentliche Transport war durch den starken Treibstoffmangel eingeschränkt und mit der zunehmenden Wende des Krieges kam es zu teils sehr starken alliierten Luftangriffen auf die Stadt, welche tausende tötete und noch mehr Zivilisten obdachlos zurückließ.
Die inzwischen in Hongkong zur Tradition gewordenen sonntäglichen Pferderennen gehen auf Isogai Rensuke zurück und gelten als einzige Tat seiner Amtszeit, die positiv zu werten ist.
Am 24. Dezember 1944 trat er von seinem Posten zurück und ging in den endgültigen Ruhestand. Nach der Kapitulation Japans wurde er von den alliierten Besatzungsbehörden festgenommen und nach China überstellt, wo er in Nanjing wegen Kriegsverbrechen während seiner Zeit als Gouverneur von Hongkong vor ein Militärtribunal gestellt wurde. Dieses verurteilte ihn zu lebenslanger Haft, allerdings wurde er bereits 1952 aus dieser entlassen und kehrte nach Japan zurück.